# Maison de Campdavène
La maison de Campdavène ou Champ d'Avesne, est une famille éteinte de la noblesse française, qui fut la première des comtes de Saint-Pol.

## Histoire
(août 2024).
Cette première maison de Saint-Pol règna du XIe au XIIIe siècle sur le Ternois ; elle s'éteignit dans la maison de Châtillon, par le mariage d'Élisabeth de Campdavène et Gaucher de Châtillon.
Parmi ses membres furent les chevaliers croisés Hugues II, dont les armes figurent à la cinquième salle des croisades du château de Versailles, et Hugues IV, qui, outre la troisième croisade, participa au siège de Constantinople en 1204. 

## Filiation
La filiation remonte à Roger, évoqué pour la première fois dans une charte de l'an 1023, d'après Nicolas Viton de Saint-Allais (XIXe siècle).
- Roger de Saint-Pol († 1067) marié à Hadwige († <1051)
  - Manassès († <1067)
  - Robert († <1051)
  - Hugues Ier († 1070) marié en 1060 à Clémence († 1078)
    - Guy Ier († 1083)
    - Hugues II († ca.1130) marié à Élisende de Ponthieu, fille d'Enguerrand
      - Enguerrand († 1098)
      - Hugues III († 1141) marié à Béatrix de Rollancourt
        - Enguerrand Ier († 1150)
        - Hugues († 1150)
        - Anselme Ier († 1165) marié à Eustachie de Gouët, fille de Guillaume IV
          - Hugues IV († 1205) marié à Yolande de Hainaut, fille de Baudouin
            - 
              - Élisabeth († ca.1240), mariée en 1196 à Gaucher de Châtillon
              - Eustachie, mariée à Jean, châtelain de Bruges, après avoir été fiancée à Arnould II de Guînes

          - Enguerrand
          - Marguerite, épouse du seigneur d'Amiens
          - Flandrine, mariée à Guillaume de Guînes, fils d'Arnould Ier
          - Guy, maréchal de Ponthieu
          - Béatrice, épouse de Jean Ier de Ponthieu

        - Raoul († 1162)
        - Guy, époux de Mathilde de Doullens
        - Angélique ou Angéline, femme d'Anselme de Houdain
        - Adélaide, femme de Robert le Roux, sire de Béthune
        - Béatrix, épouse de Robert, sire de Coucy

      - Béatrix (1154-1193), femme de Robert de Boves, comte d'Amiens

    - Eustache

## Héraldique

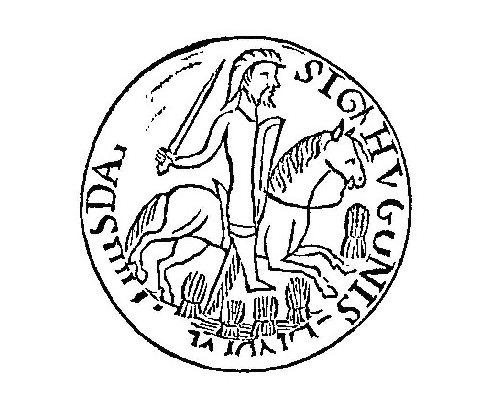
Sceau d' comte de Saint-Pol, vers 1127/1129. Gravure publiée en 1788.

Premier témoignage des futures armoiries des Candavène, le sceau de Hugues III comte de Saint-Pol est une exception parmi les premiers sceaux armoriés. En effet, contrairement à la plupart des premiers sceaux de l'époque de la naissance des armoiries, l'emblème utilisé par Hugues III, et ensuite par ses descendants, n'est pas familial, mais exprime son surnom, « Candavène », « champ d'avoine » en picard,.
| Blason des Comtes de Saint-Pol | Les armes de la Maison de Campdavène, comtes de Saint-Pol : D’azur à une gerbe d’avoine d’or, liée du même., |